# Ляхов, Сергей Тихонович
Серге́й Ти́хонович Ля́хов (25 сентября [8 октября] 1906, Самарканд — 1961) — советский легкоатлет.
Заслуженный мастер спорта СССР (1936). Выступал за Москву (по 1930) — СКИ; Ашхабад — спортивное общество «Динамо», Дом офицеров.
10-кратный чемпион СССР (1928—1940), многократный рекордсмен СССР в толкании ядра, метании диска и молота.

## Биография
Сын кузнеца. Работал подручным слесаря депо станции Урсатьевская (Среднеазиатская железная дорога). Два года отучился в Ашхабадском политехникуме, по направлению Дорпрофсожа Среднеазиатской железной дороги командирован на учёбу в Москву. Окончил Государственный центральный институт физкультуры в 1930 году, работал в Туркменской ССР.
В конце 1920-х — 1930-х годах был одним из лидеров метаний в СССР. Также участвовал в чемпионатах СССР по боксу в полутяжёлом весе.
В толкании ядра и метании молота основной спор проходил между Ляховым и Александром Шехтелем; в середине 1930-х годов в толкании ядра безусловным лидером стал Александр Канаки. В метании диска лидерство Ляхова было ощутимее: он выиграл большинство чемпионатов СССР, а с 1934 года беспрерывно владел рекордом СССР; его рекорд 1939 года (который попал в десятку лучших результатов сезона в мире) был побит только в 1948 году Хейно Липпом.
С 1948 года работал в Узбекской ССР тренером по легкой атлетике, преподавал в Ташкентском техникуме физкультуры.
Скончался в марте 1961 года.

### Семья
Сергей Ляхов начал одну из первых в СССР/СНГ спортивных династий (3 поколения):
- Сын — Владимир (род. 1937) — 5-кратный чемпион СССР (1969—1972, 1976) в метании диска.
- Невестка — 
Лидия Шмакова (род. 1936) — чемпионка СССР по пятиборью[уточнить].
  - Внук — Сергей (род. 1968) — начинал как многоборец (60 м — 6,6, высота — 2,15). Чемпион СССР 1990, России 1994, 1995 в метании диска, 1999 в толкании ядра.
- Невестка — Галина Филатова (род. 1949) — серебряная и бронзовая призёрка чемпионатов СССР, чемпионка летней Универсиады в Риме, мастер спорта международного класса в прыжке в высоту; тренер[уточнить].
  - Внучка Юлия Ляхова (род. 1977) — прыгунья в высоту, чемпионка мира-96 среди юниорок, победительница молодёжного европейского первенства, обладательница серебряной медали Игр доброй воли в Нью-Йорке.

## Спортивные достижения
|       | Толкание ядра | Толкание ядра | Метание диска | Метание диска | Метание молота | Метание молота | Метание мяча | Метание мяча |
| Место | Результат     | Место         | Результат     | Место         | Результат      | Место          | Результат    |              |
| ----- | ------------- | ------------- | ------------- | ------------- | -------------- | -------------- | ------------ | ------------ |
| 1928  | 3-е место     | 12,18 м       | 3-е место     | 39,71 м       | чемпион        | 38,61 м NR*    | чемпион      | 63,95 м      |
| 1931  | чемпион       | 13,25 м       | 2-е место     | 45,15 м       |                |                |              |              |
| 1934  | 3-е место     | 13,72 м       | чемпион       | 45,15 м NR*   | чемпион        | 44,62 м NR*    |              |              |
| 1935  | чемпион       | 14,64 м       | чемпион       | 43,73 м       |                |                |              |              |
| 1936  | 3-е место     | 14,36 м       | 3-е место     | 43,63 м       | 2-е место      | 46,46 м        |              |              |
| 1937  |               |               | чемпион       | 44,19 м       | 3-е место      | 45,69 м        |              |              |
| 1938  | 3-е место     | 14,10 м       | чемпион       | 45,89 м       | чемпион        | 47,92 м        |              |              |
| 1939  |               |               |               |               |                |                |              |              |
| 1940  |               |               | чемпион       | 44,50 м       | 2-е место      | 49,35 м        |              |              |
| 1945  |               |               | 3-е место     | 43,50 м       |                |                |              |              |
| 1946  |               |               | 3-е место     | 44,56 м       |                |                |              |              |

Рекорды СССР
```
толкание ядра      13,13             8.06.1930   
Москва

                   13,30            18.06.1930   
Ленинград
, матч Москва — Ленинград
                   13,84              .09.1933   
Ашхабад

                   14,59             1.05.1935   
Ашхабад

                   15,20            24.05.1935   
Ашхабад

                   15,35            23.06.1936   
Ашхабад
```

```
метание диска      43,37             9.06.1934   
Ашхабад

                   44,18            23.06.1934   
Ашхабад

                   45,15             1.08.1934   
Москва
, чемпионат СССР
                   46,15             1.05.1935   
Ашхабад

                   46,67            12.05.1935   
Ашхабад

                   47,29            24.05.1935   
Ашхабад

                   47,34             7.10.1935   
Ереван

                   48,01            30.05.1936   
Ашхабад

                   48,78            21.06.1936   
Ашхабад

                   49,76             6.07.1936   
Ашхабад

                   50,74            19.11.1939   
Ашхабад
```

```
метание молота     38,61            16.08.1928   
Москва
, Всесоюзная спартакиада
                   39,625           18.08.1929   
Москва

                   44,62             5.08.1934   
Москва
, чемпионат СССР
                   46,52             8.04.1935   
Ашхабад

                   48,70             2.05.1935   
Ашхабад

                   50,06            26.10.1936   
Ашхабад

                   53,08            13.07.1938   
Ашхабад
```

```
метание молота
(5,4 кг)           45,685          22.08.1928   
Москва
, «День достижений»
```

```
метание мяча       63,95          20.08.1928   
Москва
, Всесоюзная спартакиада
```

```
метание мяча
(сумма 2-х рук)    101,40         22.08.1928   
Москва
, «День достижений»
```

## Память
- 1—2 мая 1935 года Ляхов установил своеобразный неповторённый рекорд — превысил рекорды СССР в трёх видах метаний: толкании ядра, метании диска и молота. В память об этом в Чкаловске с 1975 начал проводиться Мемориал (более 400 участников в 1987).

## Награды
- Орден «Знак Почёта» (22.07.1937)

### Спортивные результаты
- Лёгкая атлетика. Справочник / Составитель Р. В. Орлов. — М.: «Физкультура и спорт», 1983. — 392 с.